# Torture Squad
A Torture Squad brazil death/thrash metal együttes. 1990-ben alakult meg São Paulóban. Fennállása alatt 8 nagylemezt adott ki. Dalainak fő témái a halál, a kínzás, a szerencsétlenség és a gonoszság. A „torture squad” magyarul annyit tesz, „kínzásosztag” – e név a Sacred Reich nevű együttes Death Squad című számára utal. Az együttes jelenleg új stúdióalbumán dolgozik. 

## Tagjai
- Castor (1993–jelenleg), basszusgitáros
- Amílcar Christófaro (1993–jelenleg), dobos
- Mayara Puertas (2015–jelenleg), énekes
- Rene Simionato (2015–jelenleg), gitáros

Korábbi tagok
Marcelo Dirceu, Cristiano Fusco, Marcelo Fusco, Fúlvio Pelli, Mauricio Nogueira, Augusto Lopes, Vitor Rodrigues és André Evaristo.

## Stúdióalbumok
- Shivering (1995)
- Asylum of Shadows (1999)
- The Unholy Spell (2001)
- Pandemonium (2003)
- Hellbound (2008)
- Equillibrium (2010)
- Esquadrao de Tortura (2013) (a zenekar angol nevének portugál nyelvre fordított változata a cím)
- Far Beyond Existence (2017)